# 林墉
林墉（1942年—），广东潮州人，广东画院原院长，中国美术家协会原副主席、顾问，第九届全国人大代表。